# Strategia stelaża
Strategia stelaża – jedna z opcyjnych strategii inwestycyjnych. W zależności od przewidywań co do zmian ceny instrumentu podstawowego wyróżnia się dwa rodzaje strategii stelaża.

## Długa strategia stelaża
Długa strategia stelaża (long straddle spread) jest stosowana w sytuacji gdy spodziewana jest duża zmiana ceny instrumentu bazowego w stosunku do ceny wykonania opcji, jednakże kierunek tych zmian jest trudny do określenia.
Strategia inwestycyjna polegająca na nabyciu (zajęciu długiej pozycji):
- opcji kupna oraz
- opcji sprzedaży

o takich samych cenach wykonania oraz o tym samym terminie wygaśnięcia.
Maksymalna strata wynikająca z zastosowania takiej strategii jest równa sumie premii zapłaconych z tytułu nabycia opcji, natomiast zysk jest teoretycznie nieograniczony.

## Krótka strategia stelaża
Krótka strategia stelaża (short straddle spread) jest stosowana w sytuacji gdy spodziewana jest stabilizacja lub nieznaczna zmiana ceny instrumentu bazowego w stosunku do ceny wykonania opcji. Strategia polega na wystawieniu (zajęciu pozycji krótkiej):
- opcji kupna oraz
- opcji sprzedaży

o takich samych cenach wykonania oraz o tym samym terminie wygaśnięcia.
Maksymalny zysk wynikający z zastosowania takiej strategii jest równy sumie premii otrzymanych z tytułu wystawienia opcji, natomiast strata jest teoretycznie nieograniczona.